# Disclosure (gruppo musicale)
I Disclosure sono un gruppo musicale britannico di musica elettronica composto dai fratelli Guy (nato il 25 maggio 1991) e Howard Lawrence (11 maggio 1994). I fratelli sono cresciuti a Reigate, Surrey. Il loro album di debutto Settle è stato pubblicato il 3 giugno 2013 attraverso l'etichetta PMR.

## Storia del gruppo

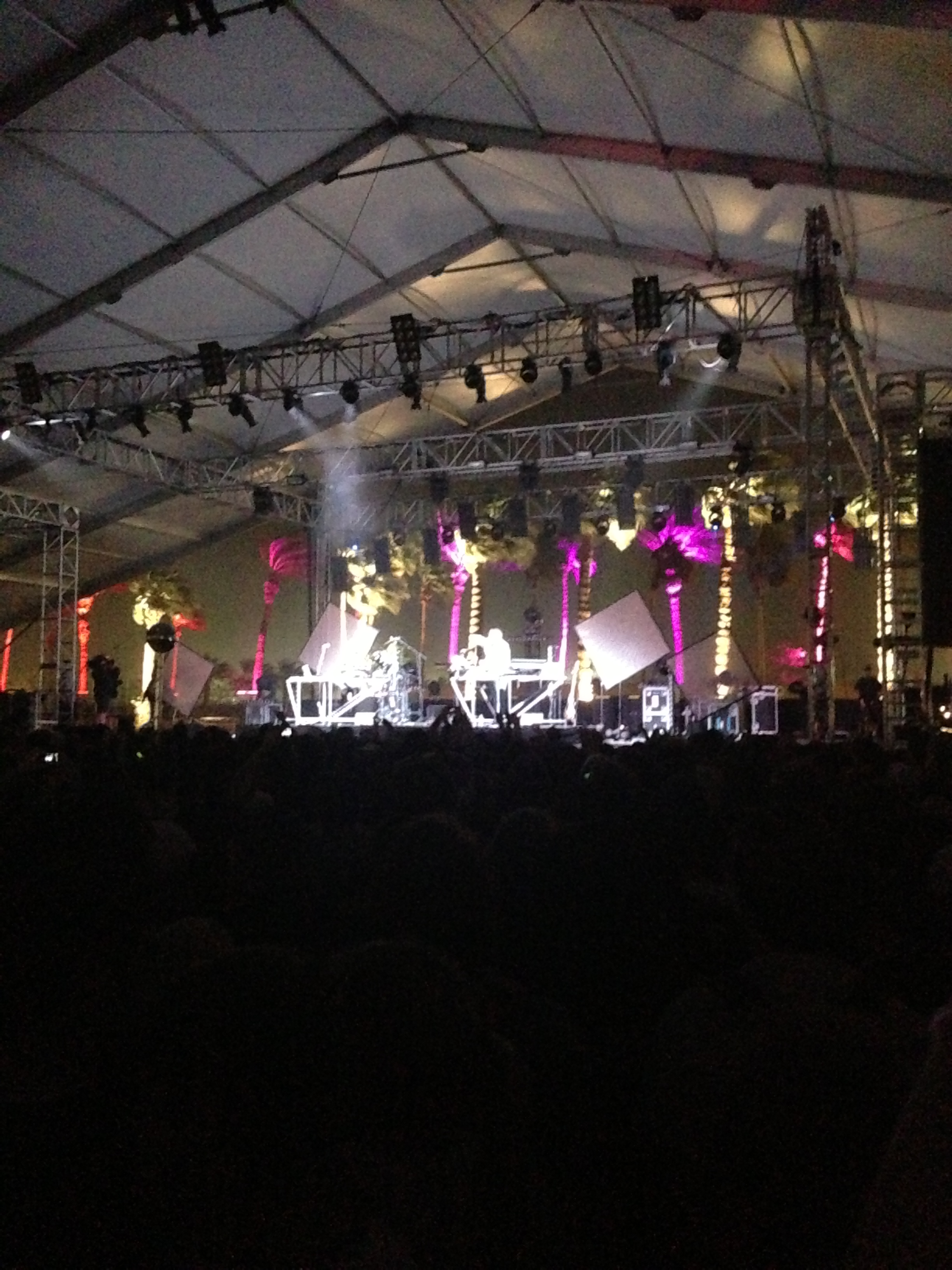
I Disclosure al Coachella 2013

Offline Dexterity, primo singolo del duo, uscito il 29 agosto 2010, è stato seguito da un altro, Carnival/I Love...That You Know pubblicato a distanza di quasi un anno il 13 giugno 2011.
La band ha avuto il suo primo significativo supporto tramite radio in seguito alla pubblicazione del singolo Tenderly/Flow nel gennaio 2012. Il singolo ha portato un notevole interesse nel successivo EP The Face (giugno 2012), pubblicato tramite l'etichetta Greco-Roman. L'EP include il popolare remix Running di Jessie Ware, il quale scalò le classifiche di Paesi Bassi e Belgio, oltre a diventare un appuntamento fisso del Circuit Festival 2012.
Il duo ha avuto il suo primo successo nel Regno Unito a ottobre 2012 con Latch, interpretato dal cantante britannico Sam Smith che ha raggiunto la posizione numero 11 della Official Singles Chart. Il gruppo ha mantenuto il loro successo nel 2013 - sono stati votati nella BBC Radio 1 Xtra Hot Ten per il 2013 e ha ottenuto due consecutivi singoli da top 10 con White Noise (#2) e You & Me (#10). Questi tre singoli sono stati raccolti su un EP intitolato The Singles. Hanno pubblicato il loro album di debutto, Settle, sull'etichetta PMR Records il 3 giugno 2013. Il disco è stato accolto con forte successo commerciale e di critica ed ha debuttato direttamente alla posizione numero uno della Official Albums Chart. All'album, che è stato certificato disco d'oro dalla BPI, partecipano tra gli altri AlunaGeorge, Ed Macfarlane, Sam Smith, Eliza Doolittle, London Grammar, Jamie Woon e Jessie Ware.
Il remix a cura del disc jockey australiano Flume del brano You & Me, realizzato dal duo con la cantante Eliza Doolittle, è stato scelto da Lacoste per lo spot The Big Leap del 2014 e anche per quello della serie televisiva Pretty Little Liars.
Il 7 giugno 2015 hanno annunciato dal sito ufficiale l'uscita del nuovo LP Caracal per il 25 settembre successivo. Nel luglio 2015 viene pubblicato il loro singolo apripista del loro secondo album, intitolato Omen, seguito poi nel settembre 2015 dal secondo singolo intitolato Jaded.
Il 29 aprile 2015 iniziano il loro Tour negli Stati Uniti D'America. Suonano in moltissime metropoli tra cui Los Angeles, Chicago, Washington D.C., Atlanta, Austin, Toronto, Philadelphia fino a concludere nella famosa arena "Madison Square Garden" di New York.
Il 25 settembre 2015 esce quindi il loro secondo album intitolato Caracal (album), nome del felino raffigurato nella copertina, che aveva particolarmente colpito i fratelli durante il loro precedente tour. L'album contiene 11 canzoni, più 3 presenti nell'edizione Deluxe, e offre numerose collaborazioni con artisti come Sam Smith, Lorde e Gregory Porter. L'album è stato inoltre nominato per la seconda volta come "Miglior Dance Album" ai Grammy Awards 2016. All'inizio del 2016 hanno dato il via ad un tour europeo (con una data italiana a Milano presso il Mediolanum Forum, il 16 Febbraio). Conclusosi il tour europeo, inizierà anche il tour in Nord America, nel periodo primaverile.
Hanno inoltre annunciato la seconda edizione del Wild Life Festival, organizzato dagli stessi Disclosure in collaborazione con il gruppo dei Rudimental. Il festival è stato svolto nell'ex aeroporto di Brighton, l'11 e il 12 Giugno 2016, con la partecipazione di molti altri artisti. Il 15 Giugno 2016 viene pubblicato un nuovo EP intitolato Moog For Love; in una delle 3 tracce viene utilizzata la voce di Al Green.
Nel 2017 il gruppo ha annunciato uno hiatus di un anno, confermando tuttavia che avrebbero comunque eseguito sporadiche performance.
Dal 2018 hanno annunciato di essere al lavoro su un terzo album, la cui pubblicazione era prevista per il 2020. Nel 2020, nell'EP Ecstasy, hanno collaborato con la band tuareg Etran Finatawa nel brano Etran e con l'artista Eko Roosevelt nel brano Tondo. Il 26 agosto 2020 il gruppo ha pubblicato il singolo Birthday in collaborazione con Kehlani e Syd. Il loro terzo album Energy è uscito il 28 Agosto 2020.

### Top 100 DJ Magazine
Classifica stilata dalla rivista DJ Magazine.
- 2015: #65
- 2016:  —
- 2017: #100

## Discografia

### Album in studio
- 2013 – Settle
- 2015 – Caracal
- 2020 – ENERGY
- 2023 – Alchemy

### EP
- 2011 - Carnival
- 2012 - The Face
- 2013 - Control
- 2013 - The Singles
- 2016 - Moog For Love

### Singoli
- 2010 – Offline Dexterity / Street Light Chronicle
- 2012 – Tenderly / Flow
- 2012 – Boiling (feat. Sinead Harnett)
- 2012 – Latch (feat. Sam Smith)
- 2013 – White Noise (feat. AlunaGeorge)
- 2013 – You & Me (feat. Eliza Doolittle)
- 2013 – F for You (con versione feat. Mary J. Blige)
- 2013 – Help Me Lose My Mind (feat. London Grammar)
- 2014 – Voices (feat. Sasha Keable)
- 2014 – The Mechanism (con Friend Within)
- 2015 – Bang That
- 2015 – Holding On (feat. Gregory Porter)
- 2015 – Omen (feat. Sam Smith)
- 2015 – Willing & Able (feat. Kwabs)
- 2015 – Jaded
- 2015 – Hourglass (feat. Lion Babe)
- 2015 – Magnets (feat. Lorde)
- 2018 – Ultimatum (feat. Fatoumata Diawara)
- 2020 – Energy
- 2020 – Douha (Mali Mali) (feat. Fatoumata Diawara)
- 2024 – She's Gone, Dance On